# 盧克·薩維爾
盧克·薩維爾（Luke Saville，1994年2月1日—）是澳大利亞的一位網球運動員。他在2011年的溫布爾登網球公開賽和2012年澳大利亞網球公開賽上都贏得了男子少年的冠軍。

## 外部連結
- 盧克·薩維爾（英文/西班牙文）的官方資料
- 盧克·薩維爾的國際網球總會 職業／青少年 官方資料（英文）
- 盧克·薩維爾的官方資料（英文）
- Luke Saville – Player Profiles - Players and Rankings - News and Events - Tennis Australia （页面存档备份，存于） （英文）
- Luke Saville - Players - Australian Open Tennis Championships 2015 - Official Site by IBM （页面存档备份，存于）
- The Championships, Wimbledon 2014 - Official Site by IBM - Player Profiles （页面存档备份，存于）
- 盧克·薩維爾的Facebook專頁
- 盧克·薩維爾的X（前Twitter）